# IC 1067
IC 1067 је спирална галаксија у сазвјежђу Дјевица која се налази на листи објеката дубоког неба у Индекс каталогу.
Деклинација објекта је + 3° 19' 54" а ректасцензија 14h 53m 5,2s. Привидна величина (магнитуда) објекта IC 1067 износи 12,5 а фотографска магнитуда 13,3. IC 1067 је још познат и под ознакама UGC 9574, MCG 1-38-10, CGCG 48-50, PGC 53178.